# Fort Worth Brahmas
Die Fort Worth Brahmas waren ein US-amerikanisches Eishockeyfranchise aus North Richland Hills, Texas. Das 1997 gegründete Team spielte ab der Saison 2001/02 in der Central Hockey League, bevor es für die Saison 2013/14 als inaktiv gemeldet wurde.

## Geschichte
Die Fort Worth Brahmas wurden 1997 als Franchise der Western Professional Hockey League gegründet, in der sie bis zu deren Fusion mit der Central Hockey League im Anschluss an die Saison 2000/01 spielten. Ihr größter Erfolg in der WPHL war das Erreichen der dritten Playoff-Runde in der Saison 1998/99, in der sie in der Best-of-Seven-Serie den San Angelo Outlaws mit 2:4 Siegen unterlagen. Nachdem sie in die CHL gewechselt waren, erreichten die Brahmas zwar auf Anhieb die Playoffs, schieden jedoch bereits in der ersten Runde mit 1:3 Siegen gegen den späteren Meister Memphis RiverKings aus. Anschließend gelang es der Mannschaft nicht mehr die Playoffs zu erreichen und das Team stellte für die Saison 2006/07 den Spielbetrieb ein, nachdem sie sich nicht vorzeitig aus ihrem Vertrag mit dem Fort Worth Convention Center zurückziehen konnten.
Im Sommer 2007 kehrte das Franchise unter seinem jetzigen Namen Texas Brahmas in die CHL zurück und erreichte auf Anhieb die dritte Playoffrunde, in der sie den Colorado Eagles unterlagen. Im folgenden Jahr wechselten die Brahmas in die Southeast Division, die sie auf Anhieb gewannen. In den anschließenden Playoffs gelang ihnen nach Siegen über die Rio Grande Valley Killer Bees, Odessa Jackalopes und Vorjahresgegner Colorado Eagles erstmals der Gewinn des Ray Miron President’s Cup. Zur Saison 2012/13 kehrte das Team auf die ursprüngliche Bezeichnung Fort Worth Brahmas zurück.

## Saisonstatistik (CHL)
Abkürzungen: GP = Spiele, W = Siege, L = Niederlagen, T = Unentschieden, OTL = Niederlagen nach Overtime SOL = Niederlagen nach Shootout, Pts = Punkte, GF = Erzielte Tore, GA = Gegentore, PIM = Strafminuten
| Saison  | GP | W  | L  | T | OTL | SOL | Pts | GF  | GA  | Platz         | Playoffs                        |
| 2001/02 | 64 | 30 | 27 | — | 7   | —   | 67  | 205 | 217 | 3., Northeast | Niederlage in der ersten Runde  |
| 2002/03 | 64 | 16 | 41 | — | 7   | —   | 39  | 146 | 251 | 4., Northeast | nicht qualifiziert              |
| 2003/04 | 64 | 15 | 40 | — | 9   | —   | 39  | 150 | 234 | 4., Northeast | nicht qualifiziert              |
| 2004/05 | 60 | 26 | 28 | — | 6   | —   | 58  | 154 | 175 | 5., Northeast | nicht qualifiziert              |
| 2005/06 | 64 | 17 | 39 | — | 8   | —   | 42  | 156 | 244 | 4., Northeast | nicht qualifiziert              |
| 2007/08 | 64 | 40 | 22 | — | 2   | —   | 82  | 205 | 186 | 4., Northeast | Niederlage in der dritten Runde |
| 2008/09 | 64 | 42 | 16 | — | 6   | —   | 90  | 223 | 170 | 1., Southeast | Miron Cup                       |
| 2009/10 | 64 | 32 | 25 | — | 7   | —   | 71  | 187 | 190 | 4., Southern  | Niederlage in der zweiten Runde |
| 2010/11 | 66 | 34 | 27 | — | 5   | —   | 73  | 227 | 228 | 4., Berry     | Niederlage in der ersten Runde  |
| 2011/12 | 66 | 33 | 25 | — | 8   | —   | 74  | 171 | 170 | 3., Berry     | Niederlage in der zweiten Runde |

## Team-Rekorde

### Karriererekorde
Spiele: 249  Ross Rouleau
Tore: 86  Chad Woollard
Assists: 110  Jason Deitsch
Punkte: 181  Jordan Cameron
Strafminuten: 288  Ross Rouleau
(Stand: Saisonende 2013/14)